# Brachylophosaurus canadensis
Brachylophosaurus canadensis (brachylofosaurus, „Ještěr s krátkým hřebenem“) byl rod hadrosauridního dinosaura, který žil v období pozdní křídy asi před 78 miliony let na území dnešních USA a Kanady (souvrství Judith River a souvrství Oldman). 

## Popis
Jednalo se o velký druh hadrosaurida, dosahujícího délky 11 metrů a hmotnosti až 7000 kilogramů. Jiné odhady udávají délku kolem 8,5 metru a hmotnost zhruba 2 až 3 tuny.
Blízkými vývojovými příbuznými tohoto rodu jsou taxony Probrachylophosaurus, Ornatops a Maiasaura.

## Dinosauří mumie
Brachylophosaurus proslul především díky objevu nedospělého exempláře známého jako „Leonardo“. V roce 2000 byla v Montaně objevena zkamenělina neobyčejně dobře zachovalého jedince tohoto rodu, která byla z více než 90% kompletní a především obsahovala i otisky měkkých tkání těla (včetně svalstva, kůže a dokonce některých orgánů). 78 milionů let starý hadrosaurid se tak zapsal i do Guinnessovy knihy rekordů jako nejlépe zachovaná dosud známá zkamenělina druhohorního dinosaura. Výzkum této „dinosauří mumie“ ve 21. století patří k nejvýznamnějším paleontologickým objevům vůbec.
Fosilie tohoto hadrosaurida poskytly také pohled na dosud zachované mikroskopické "měkké tkáně" a organické molekuly, dochované díky příznivým okolnostem fosilizace po desítky milionů let.

## Paleopatologie
Četné nálezy kostních abnormalit nasvědčují možnosti, že tito dinosauři v poměrně značné míře trpěli nádorovými onemocněními. V roce 2009 podrobila paleogenetička Mary Higby Schweitzerová stehenní kost tohoto dinosaura testování na původní proteiny. Jejich chemické stopy pak byly v 78 milionů let starém vzorku opravdu objeveny. Studie z roku 2017 dále dokládá, že kolagen ve vzorcích exempláře MOR 2598 je pravý. Navíc bylo metodou hmotnostní spektrometrie objeveno osm různých peptidů ve vzorku dinosauří stehenní kosti.
V prostoru někdejší břišní dutiny brachylofosaura (jedinec „Leonardo“) byly přímo identifikovány ichnofosilie (chodbičky) vytvořené patrně střevními parazity tohoto dinosaura. Byly pojmenovány Parvitubulites striatus.

### Česká literatura
- SOCHA, Vladimír (2021). Dinosauři – rekordy a zajímavosti. Nakladatelství Kazda, Brno. ISBN 978-80-7670-033-8 (str. 125)